# Robert Hilgendorf
Robert Hilgendorf (ur. 31 lipca 1852 w Świbinie, przysiółku Stepnicy, zm. 4 lutego 1937 w Hamburgu) – niemiecki kapitan żaglowców frachtowych, meteorolog.

## Życiorys
Pierwsze rejsy odbywał z ojcem (ubogim szyprem) na wodach Odry i Zalewu Szczecińskiego. Samodzielnie sterował i obejmował wachty już w wieku dwunastu lat. W wieku piętnastu lat opuścił rodzinę celem zdobywania wiedzy żeglarskiej. Zaczynał w Ueckermünde, u lokalnych armatorów. W 1870 uzyskał uprawnienia marynarza u hamburskiego armatora Sloman. W 1881 został kapitanem żeglugi wielkiej. Przez dwadzieścia lat dowodził dziewięcioma żaglowcami, w tym m.in. Potosí, który był jednym z największych windjammerów swoich czasów. Żeglował z pełnym ładunkiem ze średnią prędkością 7,5 węzła, co było bardzo dobrym wynikiem, ponieważ parowce jego doby osiągały prędkość nie większą niż 6 węzłów. 66 razy przeszedł pod żaglami wokół przylądka Horn, co czyni go rekordzistą świata w tym zakresie. Każde z przejść (oprócz dwóch) nie trwało dłużej niż dziesięć dni w porównaniu do ówczesnego standardu trzech tygodni potrzebnego na pełne przejście wokół przylądka. W 1901 zakończył służbę morską i objął stanowisko rzeczoznawcy nautycznego w Hamburskiej Izbie Handlowej (pracował tam do 1926, czyli do przejścia na emeryturę).
Był jednym ze współtwórców nowoczesnej meteorologii. Od 1883 do 1898 przekazał do Obserwatorium Morskiego w Hamburgu około 16.500 obserwacji meteorologicznych. 

## Upamiętnienie
Jego nazwisko nosi przystań jachtowa w Stepnicy. Nazwę tę nadano 30 czerwca 2015. Środkowy dzwon kościoła św. Jacka w Stepnicy (1924) ma wyryte jego nazwisko.